# Mistrzowie strongman: Słowacja
Mistrzowie strongman: Słowacja (Národný šampionát silných mužov, Najsilnejší Slovák) – doroczne, indywidualne zawody siłaczy organizowane na Słowacji.

## Mistrzowie
| Rok  | Mistrz       |
| ---- | ------------ |
| 2003 | Braňo Golier |
| 2004 | Braňo Golier |
| 2005 | nieznany     |

| Rok  | Mistrz          | Wicemistrz        | Drugi wicemistrz  |
| ---- | --------------- | ----------------- | ----------------- |
| 2006 | Jan Křeháček    | Braňo Golier      | Pavol Jambor      |
| 2007 | Braňo Golier    | Jan Křeháček      | Igor Petrík       |
| 2008 | Braňo Golier    | Maroš Kostelanský | Luboš Pevný       |
| 2009 | Braňo Golier    | František Piros   | Luboš Pevný       |
| 2014 | Igor Petrík     | František Piros   | Maroš Kostelanský |
| 2015 | Igor Petrík     | František Piros   | Maroš Kubovič     |
| 2016 | nieznany        | nieznany          | nieznany          |
| 2017 | Igor Petrík     | nieznany          | nieznany          |
| 2018 | Igor Petrík     | František Piros   | Milan Šuľan       |
| 2019 | František Piros | Ľubomír Griglák   | Zsolt Zlatner     |
| 2020 | František Piros | Marek Tóth        | Patrik Zelezka    |
| 2021 | František Piros | Zsolt Zlatner     | nieznany          |
| 2022 | Maroš Štefaňák  | Zsolt Zlatner     | Tomáš Mašlonka    |